# Wuerhosaurus
Wuerhosaurus là một chi khủng long, được Dong mô tả khoa học năm 1973.